# Italjet Torpedo
L'Italjet Torpedo è uno scooter prodotto dalla casa motociclistica italiana Italjet dal 1997 al 2003.

## Storia
Presentato sotto forma di prototipo al Salone del Motociclo di Milano nel novembre del 1996 il Torpedo definitivo viene svelato il 20 maggio del 1997 ed è frutto di un progetto costato 3 miliardi di Lire.
Si tratta del primo scooter a ruote alto della casa che si inseriva in un segmento di mercato che in quegli anni stava fiorendo andando a competere direttamente con modelli di successo come l'Honda SH Fifty, il Piaggio Free e il Malaguti Centro. 
Caratterizzato oltre che dalle ruote da 16” anche dalla pedana piatta, esteticamente il Torpedo aveva un design tondeggiante e “retró” con numerose cromature e cerchi a “raggi”. 
Il telaio adotta una forcella anteriore con steli da 35 mm, al posteriore adotta un monoammortizzatore a passo variabile. L'impianto frenante è composto da disco anteriore idraulico da 220 mm e tamburo al posteriore da 120 mm. Gli pneumatici anteriori e posteriori sono uguali e misurano 90/80-16”.
Lungo 1,940 metri e largo 660 mm ha passo di 1,260 metri e un peso di 85 kg con la sella alta 790 mm da terra.
Il motore è un 50 cm³ della Franco Morini a due tempi, lo stesso montato sul Velocifero, con accensione elettronica e raffreddato ad aria. Eroga 4 CV a 5000 giri/min. 
Nel 1998 la gamma motori si amplia con l'introduzione della versione speciale “Riccardo Gay Design” modello più accessoriato ed esclusivo che aveva di serie bauletto portaoggetti rimovibile in alluminio e verniciatura a quattro strati color alluminio. 
Nell'ottobre 1998 viene presentata la nuova gamma posta in vendita dal 1999 che si arricchisce di quattro nuovi propulsori tutti di origine Piaggio: il 50 due tempi Hyper2, il 50 quattro tempi Hyper4 e i 125 e il 150 quattro tempi Leader tutti con catalizzatore e omologati Euro 1. Per l'occasione vengono rese disponibili nuove colorazioni, nuovi cerchi in lega non più a raggi ma dal design più classico e moderno e nuova ruota al posteriore 110/80 da 14" oltre alla sospensione posteriore rinnovata per incrementare il comfort su buche.
Il 50 due tempi HY-PER2 ha una cilindrata effettiva di 49,38 cm³, eroga 4,0 cavalli a 6000 giri/min. Raggiunge i 45 km/h di velocità massima e pesa 96 kg.
Il 50 quattro tempi HY-PER4 ha una cilindrata di 49,9 cm³ effettivi, eroga 4,4 cavalli a 8500 giri/min. Raggiunge i 45 km/h di velocità massima e pesa 95 kg.
Il 125 fa parte della famiglia Piaggio Leader, ha una cilindrata di 124,04 cm³ ed eroga 10,12 a 7500 giri/min e raggiunge 92 km/h di velocità massima. Il peso è di 105 kg.
Il motore 150 anch'esso appartiene alla famiglia Leader, eroga 11,6 CV a 7000 giri/min e raggiunge i 95 km/h di velocità massima. Il peso è di 105 kg.
Nel luglio 2001 i motori 125 e 150 vengono leggermente potenziati.
La produzione termina nel 2003.